# Страйк SAG-AFTRA (2023)
Страйк SAG-AFTRA (англ. SAG-AFTRA strike) — трудовий конфлікт між профспілкою голлівудських акторів SAG-AFTRA (Гільдія кіноакторів — Американська федерація артистів телебачення та радіо) та Альянсом продюсерів кіно і телебачення (AMPTP). Страйк розпочався 14 липня 2023 року після того, як національна рада директорів SAG-AFTRA схвалила страйк. Цей страйк SAG-AFTRA збігся зі страйком Гільдії сценаристів Америки (WGA), що тривав з травня до вересня 2023 року, ставши центральними подіями трудових суперечок у Голлівуді у 2023 році.
Цей страйк став першим випадком, коли актори ініціювали трудовий спір у США після страйку акторів 1980 року та першим випадком одночасного страйку акторів та сценаристів з 1960 року. Трудові спори SAG-AFTRA та WGA у 2023 році сприяли найбільшій перерві в діяльності американської теле- та кіноіндустрії з часу впливу пандемії COVID-19 у 2020 році.
Переговори між SAG-AFTRA та AMPTP проходили 2–11 жовтня й поновилися 24 жовтня. Після досягнення попередньої угоди 8 листопада, страйк завершився 9 листопада 2023 року.

## Історія

### Профспілковий рух у Голлівуді

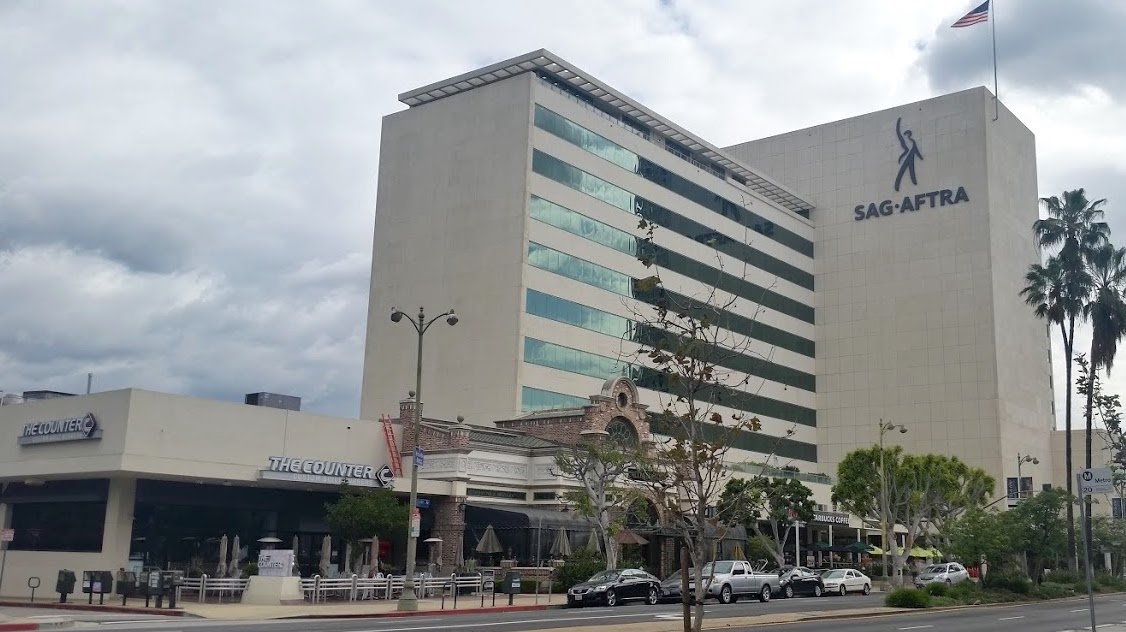
Будинок SAG-AFTRA Plaza в Лос-Анджелесі, Каліфорнія

Профспілка SAG-AFTRA представляє інтереси приблизно 160 тис. працівників ЗМІ та естради. Найбільші продюсери Голлівуду представлені Альянсом продюсерів кіно та телебачення (AMPTP), який укладає трудові договори з SAG-AFTRA та іншими профспілками, такими як Гільдія сценаристів сходу Америки та Гільдія сценаристів заходу Америки, що входять до складу Гільдії сценаристів Америки (WGA). SAG-AFTRA була утворена в результаті злиття Гільдії кіноакторів США (SAG) та Американської федерації артистів телебачення і радіо (AFTRA) у березні 2012 року, що дозволило SAG-AFTRA представляти інтереси не лише акторів, а й журналістів, які ведуть ток-шоу та інших працівників телерадіомовлення. WGA і Гільдія акторів екрану не страйкували одночасно з останнього страйку 1960 року, коли актори приєдналися до страйкуючих сценаристів з приводу залишкових виплат від фільмів, проданих телевізійним мережам. У страйку акторів 1980 року брали участь об'єднані сили SAG і AFTRA. Найбільший з 1980 року страйк SAG-AFTRA відбувся у 2000 році, коли комерційні актори оголосили страйк, щоб домогтися продовження системи залишкових виплат всупереч реакції рекламодавців, і на тлі розбіжностей між SAG і AFTRA.
В останнє десятиліття та у зв'язку з розвитком потокового мовлення сценаристи та актори були розчаровані політикою студій щодо залишкових доходів від потокових сервісів. Занепад мережного телебачення призвів до скорочення кількості повторних показів, що призвело до посилення залежності від інших залишкових доходів. Під час страйку Гільдії сценаристів Америки у 2007—2008 роках керівники студій запропонували сценаристам не отримувати жодних відрахувань від потокових сервісів, що призвело до страйку, який, за даними National Public Radio, обійшовся місту Лос-Анджелесу 1,5 млрд доларів. доларів США. Використання штучного інтелекту (ШІ) в сценаристиці викликає занепокоєння сценаристів. Актори також висловлюють побоювання з приводу ШІ, зазначаючи, що він може бути використаний для безоплатного відтворення їх образів, як це було нещодавно зроблено у фільмі «Флеш» (2023), в якому за допомогою діпфейка, CGI та ШІ були повернені старі персонажі із попередніх фільмів, актори яких вже давно пішли з життя. Ці чинники сприяли страйку Гільдії сценаристів Америки, який почався в травні 2023 року. У червні Гільдія режисерів Америки досягла угоди зі студіями, що дозволило уникнути потрійного страйку в Голлівуді. Багато акторів пікетують разом зі сценаристами з самого початку страйку.

### Переговори щодо контрактів
За кілька тижнів після початку страйку Гільдії сценаристів Америки національна рада директорів SAG-AFTRA одноголосно погодилася провести голосування щодо дозволу страйку напередодні поновлення контракту; SAG-AFTRA затвердила новий контракт на 2020 рік, термін дії якого спливає 30 червня 2023 року. Профспілка заявила, що не має наміру оголошувати страйк, але прагне надати своїм переговорникам «максимальні важелі впливу» перед переговорами 7 червня. SAG-AFTRA назвала кілька питань, які обговорюватимуться на переговорах, включаючи «економічну справедливість, залишкові виплати, регулювання використання штучного інтелекту та полегшення тягаря, пов'язаного з переходом усієї індустрії на самозйомку», а також повідомила своїм членам, що Альянс продюсерів кіно та телебачення буде знижувати зарплати, щоб «збільшити прибуток корпорацій». У відеоролику, випущеному 30 травня, члени SAG-AFTRA Джулія Луї-Дрейфус, Джин Смарт та Кумейл Нанджіані покликали виборців підтримати страйк, але при цьому обмовилися, що це виключно інструмент переговорів.
За даними профспілки, 5 червня 2023 року SAG-AFTRA схвалила дозвіл на страйк із перевагою в 98 % голосів. Високопоставлені члени, у тому числі Квінта Брансон, Дженніфер Лоуренс і Рамі Малек незважаючи на «надзвичайно продуктивні» переговори, заявили про свою готовність провести страйк достроково, щоб домогтися «революційної угоди». Щоб уникнути страйку, SAG-AFTRA погодилася продовжити переговори до півночі 13 липня. Упродовж липня переговори перервалися. 5 липня SAG-AFTRA провела опитування членів про необхідність страйку та через два дні почала готуватися до пікетування. 11 липня AMPTP погодилася на «прохання останньої хвилини» звернутися за посередництвом до Федеральної служби посередництва та примирення; директор зі зв'язків із конгресом та громадськістю Грег Рейлсон заявив, що федеральний посередник прибуде наступного дня. У свою чергу SAG-AFTRA звинуватила AMPTP у навмисному затягуванні переговорів і знову заявила, що не продовжуватиме переговори після 12 липня. Відомі актори знову заявили про свою підтримку, підписавши листа в якому закликали профспілку до агресивних заходів. У листі також говорилося, що його автори готові оголосити страйк.

## Оголошення страйку

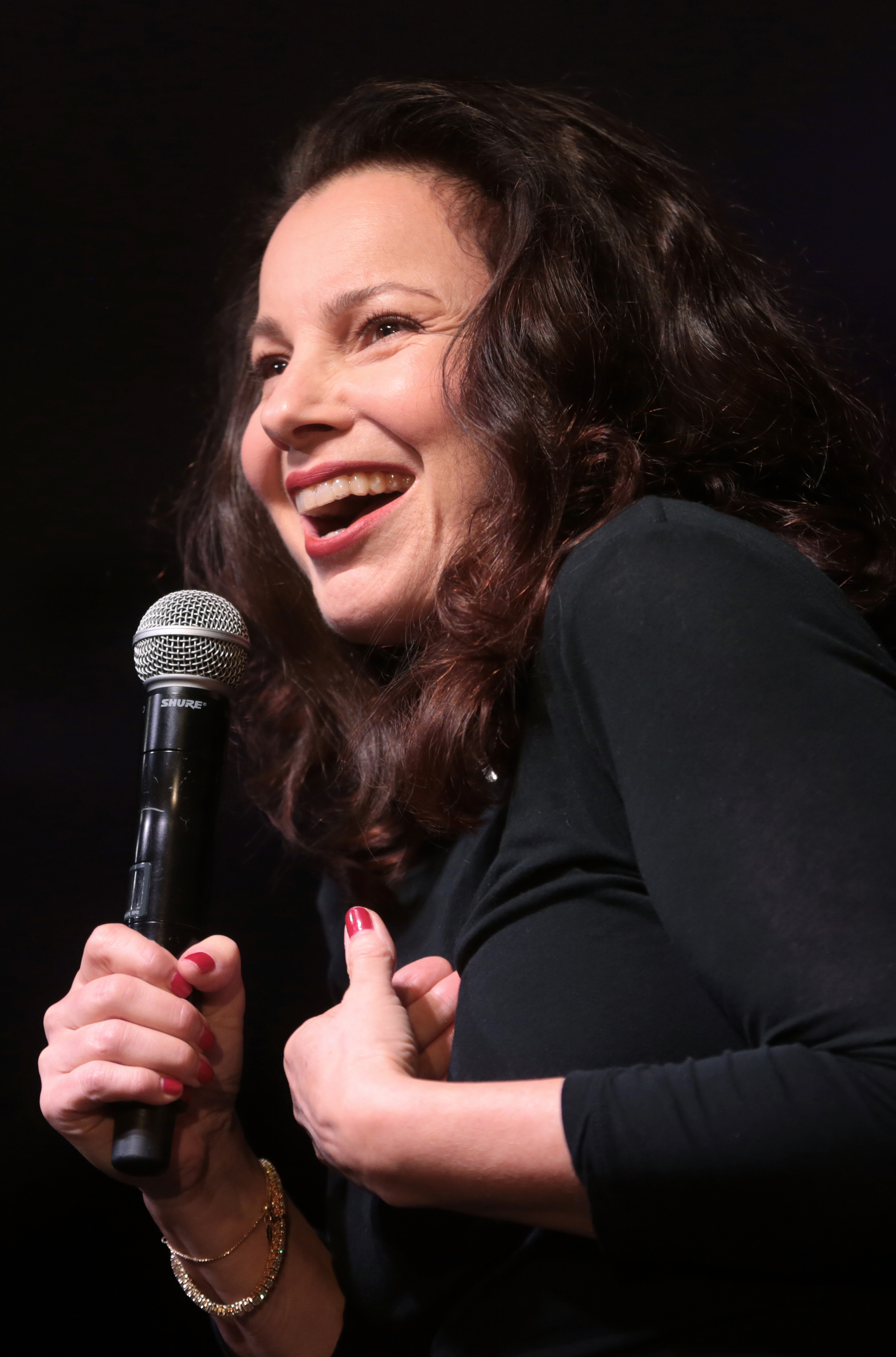
Президентка SAG-AFTRA Френ Дрешер оголосила про страйк 13 липня 2023 року.

13 липня 2023 року, так і не досягнувши угоди між SAG-AFTRA та AMPTP, комітет з переговорів SAG-AFTRA одноголосно проголосував за те, щоб рекомендувати національній раді профспілки оголосити страйк. Національна рада провела голосування, офіційно схваливши страйк. Президентка SAG-AFTRA Френ Дрешер оголосила, що страйк розпочнеться опівночі 14 липня. Акторський склад фільму «Оппенгеймер» (2023) залишив лондонську прем'єру до оголошення про початок страйку для виходу на вулицю. Разом з головним переговорником Дунканом Кребтрі-Ірландом, Дрешер заявила, що страйк — це крайній захід й описала переговори як «пересування меблів на „Титаніку“». На прес-конференції Кребтрі-Ірланд заявив, що AMPTP намагалася включити пропозицію, що дозволяє студіям за одноразову плату, еквівалентну одноденному заробітку, отримати ексклюзивні та необмежені права на подібність акторів, включаючи використання породжувального штучного інтелекту для їх відтворення на екрані, що викликало порівняння з епізодом «Чорне дзеркало».
Відповідно до правил, встановлених 10 липня 2023 року, актори не можуть брати участь у зйомках фільмів і телесеріалів, а також у рекламних заходах, таких як прес-конференції, прем'єри фільмів та заходів, включаючи San Diego Comic-Con International, який проводиться через тиждень. На міжнародному рівні члени SAG-AFTRA мають право продовжувати роботу у Великій Британії відповідно до заздалегідь укладених колективних договорів Equity, оскільки британське законодавство передбачає кримінальну відповідальність за страйки солідарності. Серіал «Дім дракона» на HBO Max офіційно продовжив зйомки у Великій Британії, що викликало негативну реакцію з боку шанувальників серіалу, які підтримують страйк.
17 липня SAG-AFTRA оприлюднила дванадцятисторінкову заяву, в якій описувала зрив переговорів і умови, які вони визнали неприйнятними, включаючи, але не обмежуючись 5% підвищенням зарплати для акторів, у той час як профспілка вимагала 11 відсотків. AMPTP опублікувала зустрічну заяву, підкресливши, що її дії «навмисно спотворювалися» і що SAG-AFTRA вирішила пропустити «найвигіднішу угоду, яку ми коли-небудь обговорювали... оцінену в 318 мільйонів доларів за три -річний термін дії контракту."
19 липня 2023 року SAG-AFTRA схвалила зйомку додаткових фільмів під час страйку, включно з «Сторожами» Ішани Найт Ш’ямалана. Загалом 56 фільмів зараз мають право на зйомки відповідно до правил страйку.
Серед інших відомих демонстрантів та учасників пікетів біля офісів кіностудій та стрімінгових платформ у Нью-Йорку й Лос-Анджелесі у перший день страйку були помічені актори й акторки: Дермот Малруні, Менді Мур, Майкл Шур, Джейсон Судейкіс, Джош Гад, Еллісон Дженні, Джої Кінг, Констанс Зіммер та Джінніфер Ґудвін.

## Реакція

### Керівники медіа
Боб Айґер, генеральний директор The Walt Disney Company, заявив, що вимоги акторів «не реалістичні», додавши, що вони «доповнюють набір проблем, з якими вже і так стикається цей бізнес». Айґер розкритикував дані висловлювання у світлі того, що його контракт з Disney дозволяє йому заробляти до 27 млн доларів за рік у вигляді зарплати та бонусів. Перед закінченням переговорів SAG-AFTRA один з анонімних керівників AMPTP заявив, що їхня поточна стратегія полягає в тому, щоб «дозволити ситуації затягнутися доти, доки учасники профспілки [не почнуть] втрачати свої квартири та будинки», змусивши SAG-AFTRA зайняти менше вигідні позиції на переговорах.

### Політики
14 липня 2023 року президент США Джо Байден, сенатор від штату Вермонт Берні Сандерс та мер Лос-Анджелеса Карен Басс заявили про свою підтримку профспілки акторів. Раніше Байден підтримав страйк сценаристів у травні 2023 року. Деякі політики самі приєдналися до пікетів, у тому числі мер Бербанку Константін Ентоні (сам член SAG-AFTRA) і депутат Палати представників США від Каліфорнії Адам Шифф.

### Інші союзи
Багато інших профспілок у США висловили підтримку страйку. Разом із Гільдією сценаристів заяви про підтримку оприлюднили Гільдія режисерів та Гільдія продюсерів. International Brotherhood of Teamsters, який сам перебуває у суперечці з компанією UPS щодо контракту та планує оголосити страйк наприкінці липня 2023 року, якщо угоди не буде досягнуто, висловив підтримку в заяві, оприлюдненій їхнім президентом Шоном О'Браєном. Крім того, Американська федерація праці — Конгрес виробничих профспілок підтримали SAG-AFTRA, як і Департамент у справах професіоналів, Міжнародний альянс працівників театральної сцени та Гільдія сценаристів сходу Америки.